# Basi Tang
Basi Tang (o Basi Taung) és una serralada muntanyosa dels Chittagong Hill Tracts, a Bangladesh.
El pic principal i que dona nom al conjunt és el Basi Tang (21° 31′ N, 92° 29′ E / 21.517°N,92.483°E) amb una altura de 676 metres. Les muntanyes estan cobertes de jungla i hi ha pocs habitants.